# 弗拉基米尔·索罗金
弗拉基米尔·索罗金（俄语：Влади́мир Гео́ргиевич Соро́кин，1955年8月7日—），俄罗斯当代后现代作家、剧作家，生于莫斯科州贝科沃。 他被描述为俄罗斯现代文学中最受欢迎的作家之一。索罗金1977年毕业于俄罗斯国立石油天然气大学，知名作品有《特辖军的一天》。